# De kleine tiran
 De kleine tiran  is het zeventiende album uit de Belgische stripreeks De avonturen van Urbanus en verscheen in 1987. Het werd getekend door Willy Linthout en bedacht door Urbanus zelf.

## Verhaal
Omdat alle ministers Tollembeek beu zijn, maken ze er een apart land van. Door de verkiezingsuitslag te vervalsen, wordt Urbanus koning van het land Tollembeek. Hij misbruikt zijn functie om de bevolking te onderdrukken en zelf rijk te worden en zodoende keert het volk zich tegen hem. Ook gebruikt de ministerraad het nieuwe land om kernafval in te dumpen, met alle gevolgen van dien.

## Culturele verwijzingen
- Urbanus krijgt in dit album het Atomium cadeau van de Belgische regering. Hij vindt het geschenk maar niks en eist dat hem een Manneken Pis wordt gebracht. Een van zijn dienaars wordt hierop gedwongen liters drank te drinken en wordt dan gedwongen naakt te urineren.
- César en Eufrazie bedenken in dit album een "lelijke smoelen"-belasting. Iedereen die een lelijk gezicht heeft moet betalen. Wanneer Meester Kweepeer protesteert laat Eufrazie de foto zien die ze als maatstaf voor een knap uiterlijk gebruiken. De man die erop afgebeeld staat is Jean-Marie Pfaff.
- Urbanus dwingt Meester Kweepeer een lied voor hem te zingen. Kweepeer zingt hierop "Oh Mijn Heideroosje" door Ray Franky tot ergernis van Urbanus.